# Liste der denkmalgeschützten Objekte in Sankt Marein im Mürztal
Die Liste der denkmalgeschützten Objekte in Sankt Marein im Mürztal enthält die 8 denkmalgeschützten, unbeweglichen Objekte der österreichischen Gemeinde Sankt Marein im Mürztal im steirischen Bezirk Bruck-Mürzzuschlag.

## Denkmäler
| Foto  |                 | Denkmal                                                                       | Standort                                               | Beschreibung | Metadaten |
| ----- | --------------- | ----------------------------------------------------------------------------- | ------------------------------------------------------ | --- | --- |
| ja    | Datei hochladen | Pfarrhof Frauenberg Maria Rehkogel HERIS-ID: 99626 Objekt-ID: 115775          | Frauenberg 5 Standort KG: Frauenberg                   | Das der Kirche benachbarte Pfarrhaus erhielt 1731 seine heutige Form. | BDA-Hist.: Q37774415 Status: § 2a Stand der BDA-Liste: 2025-06-30 Name: Pfarrhof Frauenberg Maria – Rehkogel GstNr.: .1                                                      |
| ja    | Datei hochladen | Ehem. Mesnerhaus, Haus St. Josef HERIS-ID: 99627 Objekt-ID: 115776            | Frauenberg 6 Standort KG: Frauenberg                   | Das Mesnerhaus mit dem aus Holz gezimmerten Wohngeschoß wurde 1734 erbaut. | BDA-Hist.: Q37774423 Status: § 2a Stand der BDA-Liste: 2025-06-30 Name: Ehem. Mesnerhaus, Haus St. Josef GstNr.: .3                                                          |
| ja    | Datei hochladen | Wallfahrtskirche Maria Rehkogel und Friedhof HERIS-ID: 51045 Objekt-ID: 56601 | Standort KG: Frauenberg                                | Die römisch-katholische Pfarrkirche und Wallfahrtskirche Maria zu den sieben Schmerzen wurde in den Jahren 1489 bis 1496 erbaut. In späterer Zeit erfolgten Zu- und Ausbauten. Der Hochaltar wurde 1773 errichtet. | BDA-Hist.: Q2542872 Status: § 2a Stand der BDA-Liste: 2025-06-30 Name: Wallfahrtskirche Maria Rehkogel und Friedhof GstNr.: .4, 14 Maria Rehkogel, Frauenberg                |
| ja BW | Datei hochladen | Schloss Graschnitz HERIS-ID: 99578 Objekt-ID: 115727seit 2015                 | Graschnitzstraße 2-8, ger. Nr. Standort KG: Graschnitz | Das Schloss wurde im 16. Jahrhundert erbaut und im 17. Jahrhundert erweitert. In der 2. Hälfte des 19. Jahrhunderts wurde es gänzlich umgebaut und vergrößert, der Rundturm wurde erst 1917 in die heutige Form gebracht. Im Park befinden sich zwei liegende Steinlöwen von Ende des 19. Jahrhunderts, einer davon mit Fec. Trimmel R. bezeichnet. Um das Schloss und in seinen Wirtschaftsgebäuden ist der Reitclub Schloss Graschnitz untergebracht. | BDA-Hist.: Q37774377 Status: Bescheid Stand der BDA-Liste: 2025-06-30 Name: Schloss Graschnitz GstNr.: 80, 88/1, 88/2, 88/3 Schloss Graschnitz                               |
| ja    | Datei hochladen | Pfarrhof HERIS-ID: 99522 Objekt-ID: 115663                                    | Parkstraße 6 Standort KG: St. Marein im Mürztal        | Der Pfarrhof nördlich der Pfarrkirche stammt in Teilen aus dem 16. Jahrhundert. | BDA-Hist.: Q37774297 Status: § 2a Stand der BDA-Liste: 2025-06-30 Name: Pfarrhof GstNr.: .6/1                                                                                |
| ja    | Datei hochladen | Kath. Pfarrkirche hl. Anna und Kirchhof HERIS-ID: 51861 Objekt-ID: 57668      | Standort KG: St. Marein im Mürztal                     | Die Pfarrkirche ist vom Kirchhof mit teilweise noch erhaltener Mauer umgeben. Der zweijochige Chor stammt aus dem 14. Jahrhundert. Das Schiff mit Kreuzrippengewölbe aus der Zeit um 1400 ist etwas höher und breiter als der Chor. Der gotische Westturm ist aus der Achse etwas nach Süden gerückt. | BDA-Hist.: Q28047197 Status: § 2a Stand der BDA-Liste: 2025-06-30 Name: Kath. Pfarrkirche hl. Anna und Kirchhof GstNr.: .7, 29 Pfarrkirche hl. Anna, Sankt Marein im Mürztal |
| ja    | Datei hochladen | Pestsäule HERIS-ID: 99523 Objekt-ID: 115664                                   | Standort KG: St. Marein im Mürztal                     | Der spätgotische Bildstock vom Ende des 15. Jahrhunderts wurde 1978 restauriert und versetzt. | BDA-Hist.: Q37774307 Status: § 2a Stand der BDA-Liste: 2025-06-30 Name: Pestsäule GstNr.: 263 Bildstock, Sankt Marein im Mürztal                                             |
| ja    | Datei hochladen | Sebastianskapelle HERIS-ID: 99521 Objekt-ID: 115662                           | Standort KG: St. Marein im Mürztal                     | Der quadratische Bau mit hohem Keildach stammt aus der Zeit um 1490. Der Innenraum mit Kreuzrippengewölbe wurde 1980 restauriert. | BDA-Hist.: Q37774287 Status: § 2a Stand der BDA-Liste: 2025-06-30 Name: Sebastianskapelle GstNr.: .8 Sebastianskapelle, Sankt Marein im Mürztal                              |